# Pachynematus moerens
Pachynematus moerens är en stekelart som först beskrevs av Förster 1854.  Pachynematus moerens ingår i släktet Pachynematus, och familjen bladsteklar. Arten är reproducerande i Sverige.